# Євсєєва Людмила Іванівна
Людмила Іванівна Євсєєва (14 серпня 1913, Рига — 28 січня 1980, Рига
) — поетеса, яка писала вірші на мові есперанто, активістка есперанто-руху в Латвії.

## Життєпис
Росіянка. Освіту отримала в ризькій гімназії імені М. В. Ломоносова. Мову есперанто вивчила в юності, коли сформувалися її інтереси і захоплення. Першим її викладачем есперанто був Геннадій Тупіцин — активний есперантист і автор багатьох підручників мови есперанто.
Жила у місті Рига по вул. Реформату, б. 15, кв. 5, працювала в бухгалтерії Головпоштамту.
Згодом Л. Євсєєва все своє життя присвятила есперанто та есперанто-руху. Перед Другою світовою війною вона була редактором есперанто-журналу «Хвиля Двіни» (Ondo de Daŭgava), секретарем есперанто-товариства Латвії, працювала в різних есперанто-комітетах, часто виступала з лекціями та доповідями, брала участь у театральних постановках, які йшли на мові есперанто і тексти яких вона часто писала сама, організовувала делегації есперантистів для участі в есперанто-конгресах у сусідніх прибалтійських країнах. Вела жваве листування з колегами і есперантистами різних країн. Однак головною справою для неї була поезія.
Вона була автором багатьох віршів, написаних на мові есперанто, тематика яких відображала красу навколишнього життя, долі людей і їх почуття, її власні погляди і відчуття, події навколишнього життя. Її вірші читаються легко і гладко, мова віршів одночасно проста і бездоганна. Однак найбільших успіхів і популярність у читачів різних вікових категорій отримали її дитячі вірші.
За життя поетеси її вірші друкувалися лише в періодичних виданнях на есперанто, в таких журналах, як Ondo de Daŭgava, Litova Stelo, Norda Prismo, Heroldo de Esperanto, Literatura mondo, La suda stelo і в такому рідкісному збірнику як Naŭ poetoj (1938). І лише в 1994 році в Ризі вийшла збірка її поезії для дітей.

## Арешт і заслання
Людмила Євсєєва з 1932 по 1940 рр. брала активну участь в есперанто-русі Латвії, протягом декількох років була секретарем Ризької секції есперантистів, з 1935 по 1937 рр. — редактором журналу есперантистів Латвії «Хвиля Двіни» (Ondo de Daŭgava). З 1937 по 1939 рр. вона була членом Міжнародної ліги есперантистів, брала участь у роботі конгресів балтійських есперантистів в Ризі, Таллінні та Каунасі. Протягом ряду років вела переписку з есперантистами, зокрема, з проживаючими в різних країнах Західної Європи. В 1941 році на її адресу прийшов циркулярний лист з Болгарії, в якому їй пропонувалося дати інформацію шпигунського характеру про вищі навчальні заклади СРСР". В 1938 р. вона була членом «Російського культурно-просвітнього товариства» в Ризі, «об'єднує частину білої еміграції тодішнього російського населення країни».
Все це призвело до того, що 14 червня 1941 року вона була заарештована і за наказом НКВС як «соціально небезпечний елемент» була відправлена на три роки в трудову колонію (заслання відбувала в м. Інта, Комі АО). Повернутися у рідне місто їй вдалося лише через 16 років, вже після реабілітації. Після повернення на батьківщину в 1957 р. розпочався найбільш плідний період її творчості.
За рішенням судової колегії по кримінальних справах при Верховному суді Латвійської РСР 22 червня 1957 постанова ВЗГ при НКВС СРСР від 16 травня 1942 р. щодо Євсєєвої Л.І скасовано, а кримінальний процес припинений «через відсутність кримінально караних діянь у діяльності Євсєєвої Л. І.».

## Роботи
- Donacetoj por infanoj (Riga, 1994)
- Orkideo; Autuna melodio; Strigo sur mia libroŝranko; La betonita voj' (У кн.: Naŭ poetoj)
- Versoj (1987)